# Hubert Renk
Hubert Renk (* 17. Dezember 1917 in Mikultschütz, Provinz Schlesien; † 27. Oktober 1966) war ein deutscher Fußballspieler.

## Karriere

### Vereine
Renk begann in seinem Geburtsort bei den dort ansässigen Sportfreunden Mikultschütz mit dem Fußballspielen. 1938 rückte er in die erste Mannschaft auf, die mit der Namensänderung von Mikultschütz in Klausberg im Jahr 1936 auch den Vereinsnamen entsprechend angepasst hatte. Seine Premierensaison im Seniorenbereich bestritt er in der Gauliga Schlesien, eine von zunächst 16, später auf 23 aufgestockten Gauligen zur Zeit des Nationalsozialismus als einheitlich höchste Spielklasse im Deutschen Reich. Im Wettbewerb um den Tschammerpokal debütierte er am 28. August 1938 bei der 1:4-Erstrundenniederlage beim BC Hartha, gegen die ihm der Ausgleich zum 1:1 in der 61. Minute gelang.
Von 1939 bis 1941 spielte er für Vorwärts-Rasensport Gleiwitz. Seine erste Saison bestritt er in der Gruppe Oberschlesien, die seine Mannschaft als Sieger abschloss und das anschließende Gaumeisterschaftsfinale gegen den Sieger der Gruppe Mittel- und Niederschlesien gewann. Sowohl das Hin- als auch das Rückspiel gegen den Breslauer FV 06 wurde mit 5:2 und 9:1 gewonnen.
Mit diesem Erfolg und der Platzierung am 30. März 1941 (der Folgesaison), an dem der Teilnehmer für die Endrunde der Deutschen Meisterschaft gemeldet werden musste, nahm er an zwei aufeinanderfolgenden Endrunden teil. Er bestritt drei von vier Begegnungen der Gruppe 1b und erzielte ein Tor im ersten Gruppenspiel; als Zweitplatzierter schied er mit seiner Mannschaft 1939/40 jedoch vorzeitig aus. Ein Jahr später bestritt er das letzte Spiel der Untergruppe 1a, in dem er zwei Tore erzielte, und die beiden Gruppenfinalspiele gegen den Sieger der Untergruppe 1b, den Dresdner SC, die jeweils mit 0:3 verloren wurden. Im Wettbewerb um den Tschammerpokal kam er in der 2. Runde am 19. November 1939 beim 5:2-Sieg über Hertha BSC zum Einsatz und erzielte zwei Tore. Im Achtelfinale unterlag er mit seiner Mannschaft am 10. Dezember 1939 beim SK Rapid Wien mit 1:6. Im Jahr darauf wirkte er bei der 1:3-Erstrundenniederlage beim Planitzer SC mit.
Als im Frühjahr 1945 in Schlesien eine polnische Verwaltung eingerichtet wurde, blieb die Familie wie Hunderttausende anderer Einwohner des oberschlesischen Industriereviers von Vertreibung und Zwangsaussiedlung ausgespart, da die Fachkräfte in den Fabriken und kommunalen Betrieben gebraucht wurden.
Nach dem Ende des Zweiten Weltkriegs absolvierte er 1949 und 1950 zwei Spielzeiten für den ZKS Szombierki Bytom, einen Verein aus dem vormaligen Schomberg bei Beuthen, in der 1. Liga.

### Auswahlmannschaft
Als Spieler der Gauauswahlmannschaft Schlesien bestritt er im Wettbewerb um den Reichsbundpokal 1938/39 vier Spiele. Nach Siegen über die Gauauswahlmannschaften Nordmark, Ostmark und Württemberg erreichte er das Finale, das am 5. März 1939 in Dresden mit 2:1 gegen die Auswahlmannschaft Bayern gewonnen wurde.

### Trainertätigkeit
Nach seiner aktiven Laufbahn war er als Fußballtrainer für den Verein LKS Tempo Stolarzowice tätig.

## Erfolge
- Gaumeister Schlesien 1940, 1941
- Reichsbundpokalsieger 1939
- Zweitbester Torschütze im Reichsbundpokal-Wettbewerb 1939 (5 Tore)